# أبو تحسين الصالحي
علي جياد عبيد، المعروف (بأبو تحسين الصالحي) أو قناص الدواعش، وكما يسميه العراقيين شيخ القناصيين، هو قناص عراقي ينتمي إلى الجيش العراقي ومن ثم تطوع في لواء علي الأكبر التابع إلى الحشد الشعبي  أحد أبرز الفصائل العراقية التي شاركت في مختلف معارك تحرير الأراضي العراقية من سيطرة داعش بعد عام 2014.
ينحدر الصالحي من مدينة البصرة التي تقع في جنوب العراق، حيث ولد فيها سنة 1953، وشارك في مختلف الحروب التي خاضها العراق أولها كانت في حرب تشرين في الجولان عام 1973م عندما كان عسكريا في الجيش العراقي بالإضافة إلى الحرب العراقية الإيرانية (1980-1988) وحرب الكويت (1990) وغيرها. اشتهر الصالحي بقدرته على قنص قناصي داعش وقادته حتى وصل العدد الذي قتله من عناصر التنظيم ممن كانوا حاملين للسلاح أكثر من 350 عنصر ولكن سقط قتيلا بعد أن اصابه رصاص قناص في عام 2017.

## الحياة الشخصية
ولد الصالحي في مدينة البصرة جنوب العراق في 1 يوليو 1953م، متزوج وله خمسة بنات وستة أبناء.
في بدايات عقد السبعينات من القرن العشرين عمل في البصرة. وكان يذهب إلى دولة الكويت للعمل أيضاً لقربها من البصرة فكان يعمل راعي الإبل أو الأغنام وبحكم عمله كان يمتلك سلاح قنص فرنسي يسمى محلياً في العراق «خرّارة فرنسية» يقول في إحدى المقابلات التلفزيونية «كنتُ اصطاد الأرانبَ وطائر الحباري ومن هنا نمَت لدي موهبة القنص».
في عام 1972 انخرط في الجيش العراقي وتم ترشيحه للمشاركة في دورة تدريبية على القنص في بيلاروسيا ضمن الاتحاد السوفيتي. وتخرج منها في المرتبة الثانية من بين الخريجين. وشارك في مختلف الحروب التي خاضها العراق.

## المعارك والحروب
- حرب أكتوبر: شارك في الجولان عام 1973م عندما كان عسكريا في الجيش العراقي اللواء الخامس الجبلي.
- حرب كردستان: شارك في العراقية الكردية العراق في عام 1974م.
- حرب الخليج الأولى: شارك أيضا في الحرب العراقية الإيرانية (1980-1988) حتى نهايتها. ثم استقال وعاد إلى مزاولة عمله المدني
- الانتفاظة الشعبانية: شارك بالانتفاضة ضد صدام. ثم عاد إلى مزاولة عمله المدني في البصرة.
- معركة تكريت
- معركة بيجي
- معركة الفلوجة (2016)
- معركة تحرير الموصل
- معركة تلعفر (2017)
- معركة تحرير الحويجة

## وفاته
قتل في 29 أيلول/سبتمبر سنة 2017م بعد أن أصابه رصاص قناص في ناحية الرأس وذلك خلال معركة تحرير قضاء الحويجة الذي يقع في شمال غرب العراق ضد الإرهابيين.

## طالع أيضًا
- الحشد الشعبي
- لواء علي الاكبر
- أبو عزرائيل
- قناص بغداد
- ابوعزرائيل